# Goyo Soria
Gregorio Soria Arretxe (Guernica,  Vizcaya, 25 de septiembre de 1969), más conocido como Goyo Soria fue un futbolista español que se desempeñaba como defensa.
Fue internacional sub-19 entre 1988 y 1990.

## Carrera
Se formó en las categorías inferiores del Athletic Club. Debutó con el Bilbao Athletic el 21 de febrero de 1988, donde permaneció cinco años más. En este periodo pudo participar en un único encuentro de Copa con el Athletic Club, que acabó con derrota (1-0) ante el Xerez CD, en octubre de 1992.
Tras no conseguir un hueco en la plantilla del Athletic Club, fichó por la S.D. Compostela (Segunda División) en 1993. En su primera temporada con el conjunto gallego. consiguió el ascenso en la promoción frente al Rayo Vallecano con Fernando Castro Santos en el banquillo. Con el equipo en Primera División, Goio Soria vio reducido sus minutos pasando de los 2697 minutos disputados a los 611.
En la temporada 1995-96 regresó a la Segunda División para firmar por la S.D. Eibar. Un año después fichó por el Écija Balompié (Segunda División) con el que perdió la categoría y en la temporada 1997-98 retornó al club armero donde permaneció tres temporadas. En esta etapa en la S.D. Eibar se ganó un hueco en la historia del club al anotar el primer gol, en la victoria frente al C.D. Toledo, en la última jornada de la temporada 1998-99 que supuso la salvación milagrosa del equipo armero que se encontraba a 11 puntos de la salvación en la jornada 37.
En la temporada 2000-01 fichó por el C.D. Aurrerá (2.ªB) jugando un total de 75 partidos en tres temporadas, abandonando el club cuando fue descendido por impagos a los jugadores. En verano de 2003 firmó por S.D. Zamudio (3.ª División) donde estuvo jugando hasta su retirada, al finalizar la temporada 2008-09.

## Clubes
| Club            | País   | Año         |
| --------------- | ------ | ----------- |
| Bilbao Athletic | España | 1988 - 1993 |
| Athletic Club   | España | 1992 - 1993 |
| S.D. Compostela | España | 1993 - 1995 |
| S.D. Eibar      | España | 1995 - 1996 |
| Écija Balompié  | España | 1996 - 1997 |
| S.D. Eibar      | España | 1997 - 2000 |
| C.D. Aurrerá    | España | 2000-2003   |
| S.D. Zamudio    | España | 2003 - 2009 |